# Nicotiana alata
Espèce
Classification APG III (2009)
Le tabac ailé (Nicotiana alata)  est une espèce de plantes herbacées vivaces de la famille des Solanaceae, originaire d'Amérique du Sud (sud du Brésil, nord de l'Argentine, Paraguay, Uruguay).
Il est largement cultivé comme plante ornementale. Les jardiniers l'appellent aussi tabac d'ornement avec risque de confusion avec un autre tabac ornemental le Nicotiana sylvestris, le tabac sylvestre.
Synonymes : Nicotiana affinis Hort. ex Moore 1881, Nicotiana persica Lindl. 1833.

## Description
Le tabac ailé est une plante herbacée  de 70 à 140 cm de hauteur. Il porte des poils collants, appelés trichomes glanduleux.
Les feuilles de 10-25 cm de long, sont ovales à elliptiques, embrassantes (par deux ailes), sessiles.
L'inflorescence est une cyme racèmeuse portant des fleurs blanches (dans la forme sauvage). La corolle est formée d'un long tube, de 50-100 mm, terminé par 5 lobes étalés, couvert au revers de poils glanduleux. C'est un des tabacs les plus parfumé. Il émet des senteurs riches en terpénoïdes (sabinène, myrcène, limonène, trans-bêta-ocimène) et en benzénoïdes (benzoate de méthyle, salicylate de méthyle). Il fleurit à la fin de l'été.
Le fruit est une capsule contenant de très nombreuses petites graines.

## Utilisation
- Ce tabac est cultivé en Iran pour fournir du tabac à fumer dans un narghilé. Ses feuilles séchées ne sont pas réduites comme pour le tabac à cigarettes mais sont simplement brisées à la main.
- Le tabac ailé est aussi largement cultivé comme plante ornementale dans les régions tempérées. Bien que vivace, il est généralement cultivé comme annuelle en raison de sa faible rusticité.  Il gèle en dessous de -5 °C.

Il apprécie d'être placé en plein soleil et a besoin d'arrosages réguliers.
Il se multiplie par semis. Les graines germent en 10 à 20 jours à 20 °C.
Il existe sous forme de nombreux cultivars. En dehors de sa forme sauvage blanche, il existe des cultivars rouges, roses ou jaune verdâtre.
Toute la plante contient de la nicotine qui est utilisée comme insecticide.

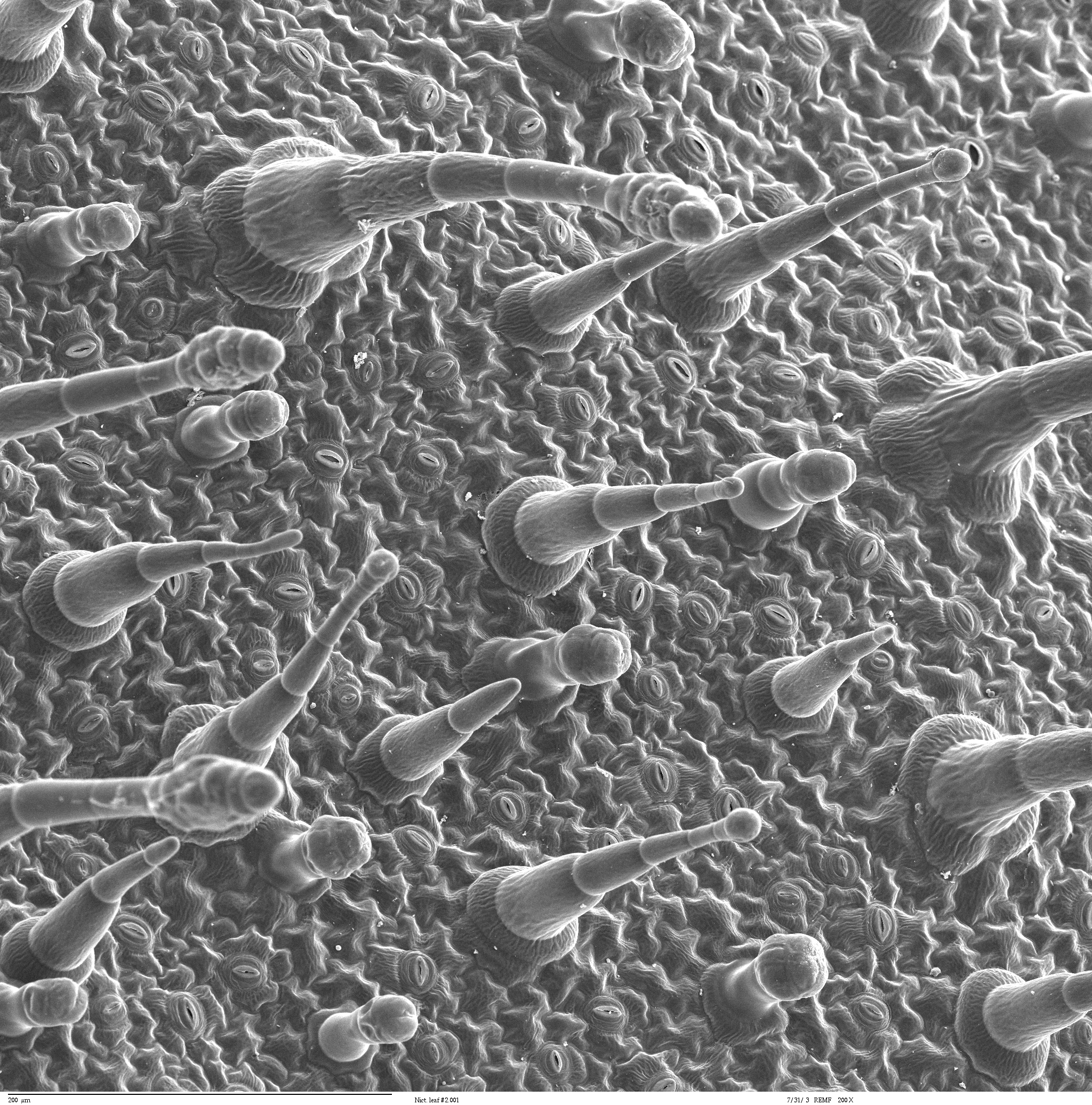
Trichomes de Nicotiana alata
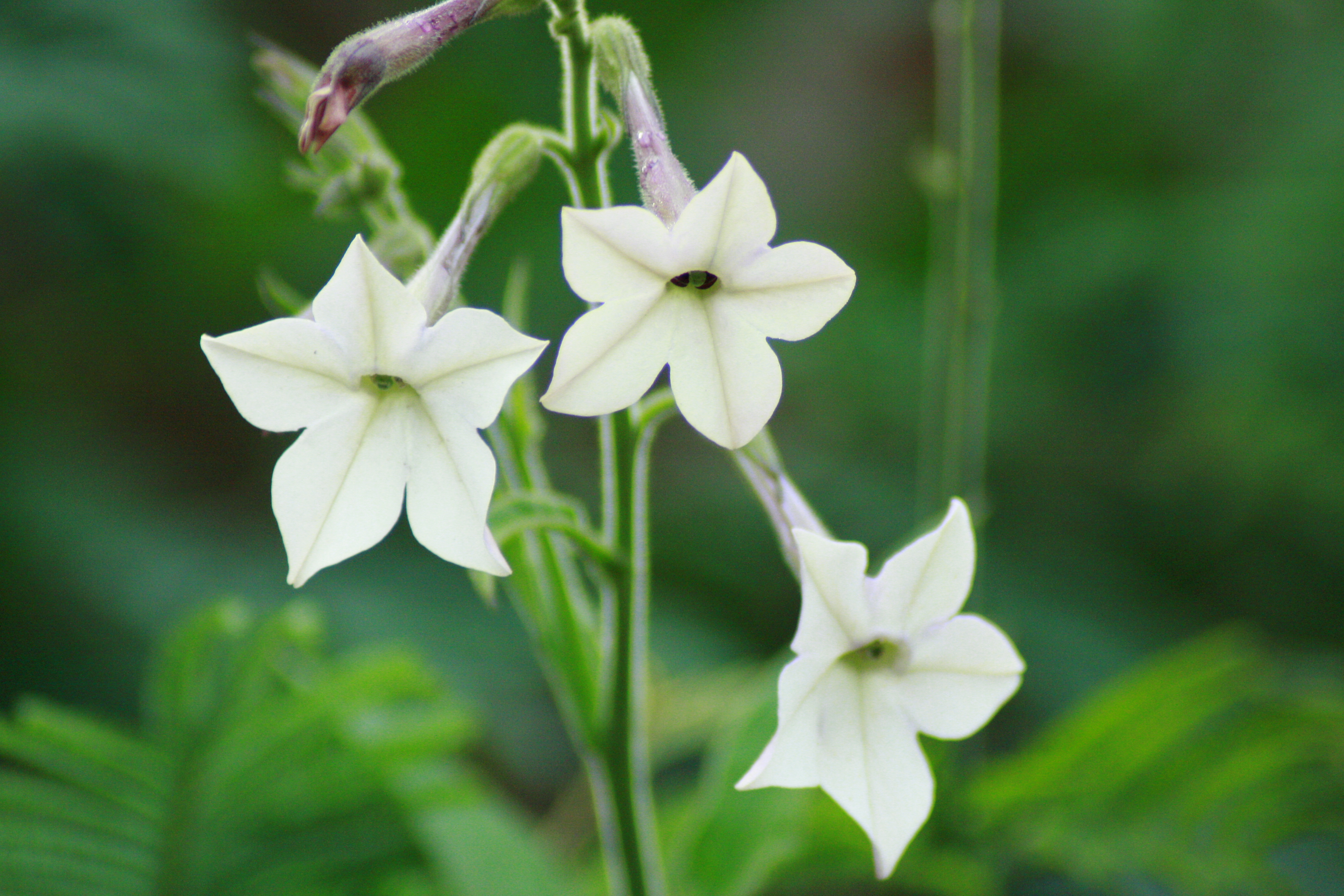
Les fleurs exhalent un parfum suave
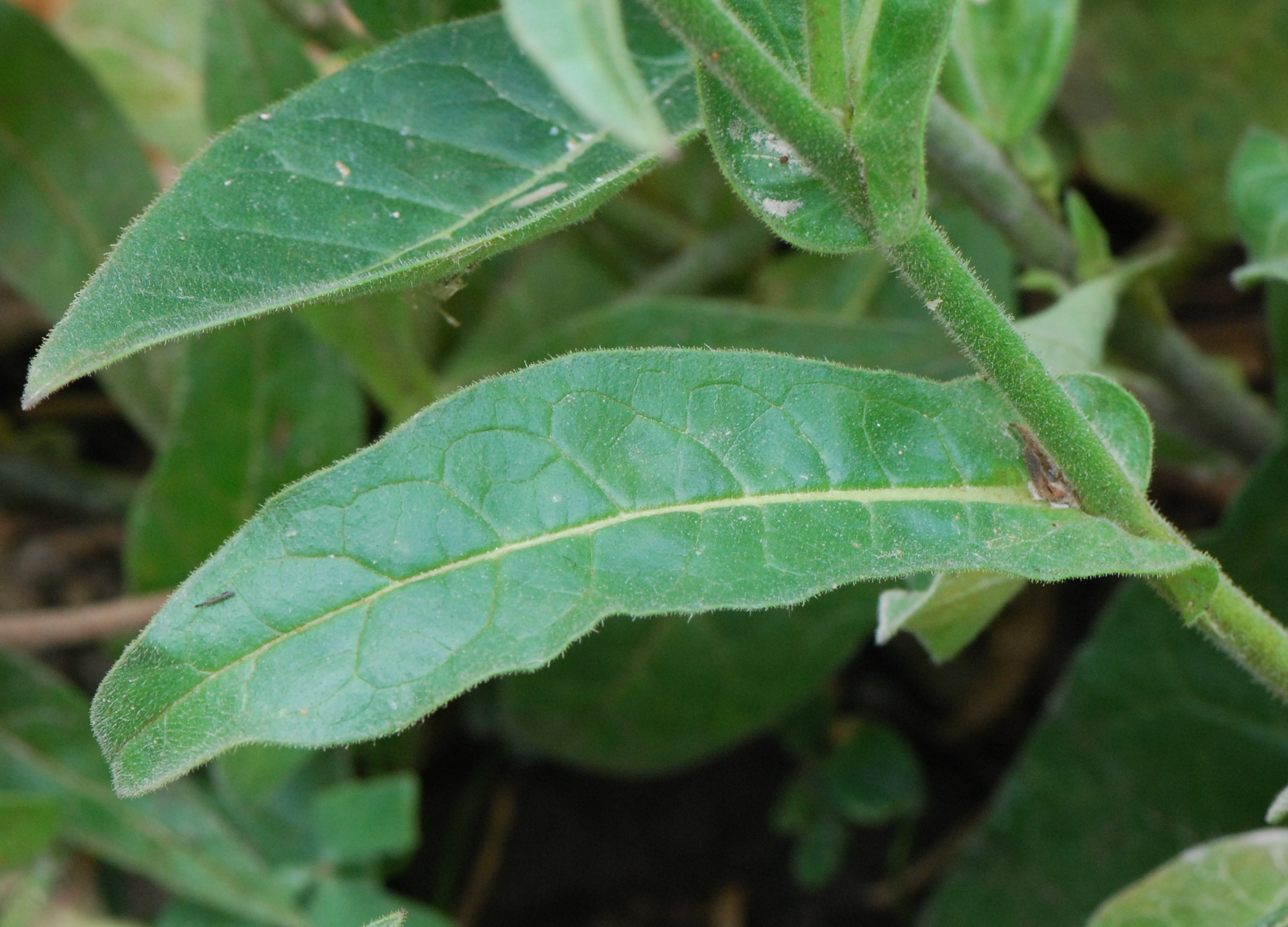
Feuille embrassante